# Víctor Meza
Víctor Damián Meza (Buenos Aires, Argentina, 28 de enero de 1987) es un futbolista argentino. Juega de delantero y su equipo actual es el Leandro N. Alem de la Primera C. Debutó en el conjunto de General Rodríguez el día 18 de agosto ante uno de sus ex clubes, Midland. 

## Clubes
| Club                   | País      | Año           |
| ---------------------- | --------- | ------------- |
| Sportivo Italiano      | Argentina | 2008-2009     |
| San Lorenzo            | Argentina | 2009          |
| Unión San Felipe       | Chile     | 2010-2011     |
| Olhanense              | Portugal  | 2011-2012     |
| Club Deportivo Moron   | Argentina | 2012-2013     |
| Club Atlético Platense | Argentina | 2013-2014     |
| Almirante Brown        | Argentina | 2014-2015     |
| Sportivo Italiano      | Argentina | 2016          |
| Midland                | Argentina | 2017          |
| Cañuelas               | Argentina | 2017-2018     |
| Leandro N. Alem        | Argentina | 2018-presente |